# 1900年パリオリンピックの体操競技
1900年パリオリンピックの体操競技（1900ねんパリオリンピックのたいそうきょうぎ）は、1900年7月29日と7月30日の両日に実施された体操競技である。このオリンピックでの体操競技は、男子個人総合のみが行われた。

## 概要
体操競技には、8つの国から合計135人の選手が出場した。選手は合計で16の種目を行い、各種目にはそれぞれ最高で20点の実施得点が与えられ、その得点の集計で総合順位を決定した。実施された種目は殆どがもともとの体操競技種目だったが、それだけではなく陸上競技種目や重量挙げなども含まれていた。種目の内訳は、次に挙げるとおりである。
- 第1・第2種目 - 鉄棒
- 第3・第4種目 - 平行棒
- 第5・第6種目 - つり輪
- 第7・第8種目 - あん馬
- 第9・第10種目 - 平行棒
- 第11種目 - 跳馬
- 第12種目 - 高飛び
- 第13種目 - 走幅跳
- 第14種目 - 棒高跳
- 第15種目 - 綱のぼり
- 第16種目 - 重量挙げ

競技の結果は、開催国であるフランス代表勢が、メダルを独占することになった。フランス以外の出場者で最高の順位だったのは、スイスから出場したJules Ducreの19位タイ（267点）だった。 

## 参加国・地域と選手数
- ベルギー（2名）
- ボヘミア（1名）
- フランス（108名）
- ドイツ（14名）
- イギリス（4名）
- ハンガリー（2名）
- イタリア（1名）
- スイス（3名）

## 競技結果

### 体操競技

#### 男子
| 種目     | 金                                      | 銀                          | 銅                                  |
| -------- | --------------------------------------- | --------------------------- | ----------------------------------- |
| 個人総合 | ギュスターヴ・サンドラス フランス (FRA) | ノエル・バス フランス (FRA) | リュシアン・ドマネー フランス (FRA) |

## 国・地域別のメダル獲得数
| 順   | 国・地域       | 金 | 銀 | 銅 | 計 |
| ---- | -------------- | -- | -- | -- | -- |
| 1    | フランス (FRA) | 1  | 1  | 1  | 3  |
| 合計 | 合計           | 1  | 1  | 1  | 3  |